# Thermal design power
O Thermal design power (TDP), às vezes chamado de ponto de projeto térmico ou "potência térmica de projeto", é a quantidade máxima de calor gerada por um chip ou componente de computador (geralmente uma CPU, GPU ou sistema em um chip) que o sistema de resfriamento em um computador é projetado para dissipar sob qualquer carga de trabalho.
Algumas fontes afirmam que a classificação de potência de pico de um microprocessador é geralmente 1,5 vezes a classificação de TDP.
A Intel introduziu uma nova métrica chamada scenario design power (SDP) (poder de design de cenário) para alguns Ivy Bridge da série Y.

## Cálculo
| ACP   | TDP   |
| ----- | ----- |
| 40 W  | 60 W  |
| 55 W  | 79 W  |
| 75 W  | 115 W |
| 105 W | 137 W |

A potência média da CPU (average CPU power, ACP) é o consumo de energia das unidades de processamento centrais especialmente processadores de servidor, sob uso diário "médio" conforme definido pela Advanced Micro Devices (AMD) para uso em sua linha de processadores baseados na microarquitetura K10 (Processadores Opteron séries 8300 e 2300). O poder de design térmico (TDP) da Intel, usado nos processadores Pentium e Core 2, mede o consumo de energia sob alta carga de trabalho; é numericamente um pouco superior à classificação ACP "média" do mesmo processador.
De acordo com a AMD, a classificação ACP inclui o consumo de energia ao executar vários benchmarks, incluindo TPC-C, SPECcpu2006, SPECjbb2005 e referência de STREAM (largura de banda da memória), que a AMD disse ser um método apropriado de medição de consumo de energia para data centers e ambientes de carga de trabalho com uso intensivo de servidor. A AMD disse que os valores ACP e TDP dos processadores serão declarados e não substituirão um ao outro. Os processadores de servidor Barcelona e posteriores têm os dois valores de potência.
O TDP de uma CPU tem sido subestimado em alguns casos, levando a certas aplicações reais (normalmente extenuantes, como codificação de vídeo ou jogos), fazendo com que a CPU exceda seu TDP especificado e resultando na sobrecarga do computador. s sistema de refrigeração. Nesse caso, as CPUs causam uma falha no sistema (um "desarme térmico") ou reduzem sua velocidade. A maioria dos processadores modernos irá causar um disparo térmico somente após uma falha catastrófica de resfriamento, como um ventilador que não funciona mais ou um dissipador de calor montado incorretamente.
Por exemplo, o sistema de resfriamento da CPU de um laptop pode ser projetado para 20 W TDP, o que significa que ele pode dissipar até 20 watts de calor sem exceder a temperatura máxima da junção para CPU do laptop. Um sistema de resfriamento pode fazer isso usando um método de resfriamento ativo (por exemplo, condução acoplada à convecção forçada), como um dissipador de calor com um ventilador ou qualquer um dos dois métodos de resfriamento passivo: radiação térmica ou condução. Normalmente, uma combinação desses métodos é usada.
Como as margens de segurança e a definição do que constitui uma aplicação real variam entre os fabricantes, os valores de TDP entre diferentes fabricantes não podem ser comparados com precisão (um um processador com um TDP de, por exemplo, 100 W quase certamente usará mais energia em plena carga do que processadores com uma fração desse TDP, e muito provavelmente mais do que processadores com TDP inferior do mesmo fabricante, mas pode ou não usar mais energia do que um processador de fabricante diferente com TDP não excessivamente inferior, como 90 W). Além disso, os TDPs são frequentemente especificados para famílias de processadores, com os modelos de baixo custo geralmente usando significativamente menos energia do que aqueles de ponta da família.
Até por volta de 2006, AMD costumava relatar o consumo máximo de energia de seus processadores como TDP. A Intel mudou essa prática com a introdução de sua família de processadores Conroe. A Intel calcula o TDP de um chip específico de acordo com a quantidade de energia que o ventilador e o dissipador de calor do computador precisam suportar para se dissipar enquanto o chip está sob carga sustentada. O uso real de energia pode ser maior ou (muito) menor que o TDP, mas o valor tem como objetivo fornecer orientação aos engenheiros que projetam soluções de refrigeração para seus produtos. Em particular, a medição da Intel também não leva totalmente em consideração o Intel Turbo Boost devido aos limites de tempo padrão, enquanto a AMD o faz porque AMD Turbo Core sempre tenta atingir a potência máxima.

## Alternativas
As especificações TDP para alguns processadores podem permitir que eles funcionem em vários níveis de energia diferentes, dependendo do cenário de uso, das capacidades de resfriamento disponíveis e do consumo de energia desejado. As tecnologias que fornecem tais TDPs variáveis incluem Intel TDP configurável (configurable TDP, cTDP) e poder de design de cenário (scenario design power, SDP) e AMD limite de energia TDP (TDP power cap).
TDP configurável (configurable TDP, cTDP), também conhecido como TDP programável ou Capacidade de energia TDP é um modo operacional de gerações posteriores de processadores Intel para dispositivos móveis (a partir de janeiro de 2014) e processadores AMD (a partir de junho de 2012) que permitem ajustes em seus valores de TDP. Ao modificar o comportamento do processador e seus níveis de desempenho, o consumo de energia de um processador pode ser alterado alterando ao mesmo tempo seu TDP. Dessa forma, um processador pode operar em níveis de desempenho mais altos ou mais baixos, dependendo das capacidades de resfriamento disponíveis e do consumo de energia desejado.:69–72
Os processadores Intel compatíveis com cTDP oferecem três modos de operação::71–72
- TDP nominal – esta é a frequência nominal e o TDP do processador.
- cTDP reduzido – quando um modo de operação mais frio ou silencioso é desejado, esse modo especifica um TDP mais baixo e uma frequência garantida mais baixa em relação ao modo nominal.
- cTDP up – quando o resfriamento extra está disponível, este modo especifica um TDP mais alto e uma frequência garantida mais alta em comparação ao modo nominal.

Por exemplo, alguns dos processadores Haswell móvel suportam cTDP up, cTDP down ou ambos os modos. Como outro exemplo, alguns dos processadores AMD Opteron e APUs Kaveri podem ser configuradas para valores de TDP mais baixos. O processador POWER8 da IBM implementa uma funcionalidade de limitação de energia semelhante por meio de seu controlador integrado no chip (OCC).
Descrição da Intel do poder de design de cenário (scenario design power, SDP): "SDP é um ponto de referência térmica adicional destinado a representar termicamente uso relevante do dispositivo em cenários ambientais do mundo real. Ele equilibra os requisitos de desempenho e energia nas cargas de trabalho do sistema para representar o uso de energia no mundo real."
Poder de design de cenário (Scenario design power, SDP) não é um estado de energia adicional de um processador. O SDP declara apenas o consumo médio de energia de um processador usando uma certa combinação de programas de benchmark para simular dados do "mundo real" cenários" Por exemplo, série Y (consumo extremamente baixo) de processadores Haswell móveis mostram a diferença entre TDP e SDP.